# Нгаундере
Нгаунде́ре (фр. Ngaoundéré) — місто в регіоні Адамауа, Камерун. Є адміністративним центром регіону й департаменту Віна.

## Географія
Місто розташовано на плоскогір'ї Адамауа, практично в самому центрі Камеруну.

## Економіка
У місті розвинене тваринництво й вирощування арахісу, що йдуть на експорт. Місто з'єднано з найрозвинутішими регіонами країни, а також з найбільшими портами залізницею. Місцева промисловість виготовляє молочну та м'ясну продукцію, а також обробляє шкіру. Також розвинені парфумерна галузь, переробка бавовни. В околицях міста от видобувають боксити.
Нгаундере є туристичним центром.
Місто обслуговує аеропорт

## Клімат
Місто знаходиться у зоні, котра характеризується кліматом тропічних саван. Найтепліший місяць — березень із середньою температурою 23.9 °C (75 °F). Найхолодніший місяць — серпень, із середньою температурою 21.1 °С (70 °F).
| Клімат Нгаундере        | Клімат Нгаундере | Клімат Нгаундере | Клімат Нгаундере | Клімат Нгаундере | Клімат Нгаундере | Клімат Нгаундере | Клімат Нгаундере | Клімат Нгаундере | Клімат Нгаундере | Клімат Нгаундере | Клімат Нгаундере | Клімат Нгаундере | Клімат Нгаундере |
| Показник                | Січ.             | Лют.             | Бер.             | Квіт.            | Трав.            | Черв.            | Лип.             | Серп.            | Вер.             | Жовт.            | Лист.            | Груд.            | Рік              |
| Абсолютний максимум, °C | 33               | 35               | 36               | 38               | 32               | 30               | 29               | 29               | 30               | 32               | 32               | 33               | 38               |
| Середній максимум, °C   | 30               | 31               | 31               | 30               | 28               | 27               | 27               | 25               | 26               | 27               | 29               | 30               | 28               |
| Середня температура, °C | 21               | 22               | 23               | 23               | 22               | 22               | 22               | 21               | 21               | 21               | 21               | 21               | 22               |
| Середній мінімум, °C    | 12               | 14               | 16               | 17               | 17               | 17               | 17               | 17               | 16               | 16               | 13               | 12               | 16               |
| Абсолютний мінімум, °C  | 7                | 8                | 9                | 12               | 15               | 14               | 13               | 13               | 13               | 11               | 7                | 7                | 7                |
| Норма опадів, мм        | 0                | 0                | 40               | 130              | 200              | 200              | 250              | 270              | 230              | 130              | 10               | 0                | 1510             |
| Днів з дощем            | 0                | 0                | 3                | 8                | 9                | 11               | 13               | 13               | 13               | 8                | 1                | 0                | 84               |
| Вологість повітря, %    | 38               | 37               | 49               | 69               | 79               | 82               | 84               | 85               | 84               | 79               | 60               | 43               | 66               |
| ----------------------- | ---------------- | ---------------- | ---------------- | ---------------- | ---------------- | ---------------- | ---------------- | ---------------- | ---------------- | ---------------- | ---------------- | ---------------- | ---------------- |
| Джерело: Weatherbase    |                  |                  |                  |                  |                  |                  |                  |                  |                  |                  |                  |                  |                  |